# Pewel Mała
Pewel Mała is een plaats in het Poolse district  Żywiecki, woiwodschap Silezië. De plaats maakt deel uit van de gemeente Świnna en telt 1200 inwoners.